# La Liga 2008/2009
La Liga 2008/2009 var den 78:e säsongen sedan La Ligas start. Real Madrid inledde säsongen som mästare efter att ha vunnit sin 31:a titel säsongen 2007/2008, men skulle denna gång få se sig besegrade av Barcelona med 9 poäng.

## Tabell
| Nr | Lag                 | S  | V  | O  | F  | GM  | IM | MS  | P  |
| -- | ------------------- | -- | -- | -- | -- | --- | -- | --- | -- |
| 1  | Barcelona           | 38 | 27 | 6  | 5  | 105 | 35 | +70 | 87 |
| 2  | Real Madrid (RL)    | 38 | 25 | 3  | 10 | 83  | 52 | +31 | 78 |
| 3  | Sevilla             | 38 | 21 | 7  | 10 | 54  | 39 | +15 | 70 |
| 4  | Atlético Madrid     | 38 | 20 | 7  | 11 | 80  | 57 | +23 | 67 |
| 5  | Villarreal          | 38 | 18 | 11 | 9  | 61  | 54 | +7  | 65 |
| 6  | Valencia            | 38 | 18 | 8  | 12 | 68  | 54 | +14 | 62 |
| 7  | Deportivo La Coruña | 38 | 16 | 10 | 12 | 48  | 47 | +1  | 58 |
| 8  | Málaga              | 38 | 15 | 10 | 13 | 55  | 59 | −4  | 55 |
| 9  | Mallorca            | 38 | 14 | 9  | 15 | 53  | 60 | −7  | 51 |
| 10 | Españyol            | 38 | 12 | 11 | 15 | 46  | 49 | −3  | 47 |
| 11 | Almería             | 38 | 13 | 7  | 18 | 45  | 61 | −16 | 46 |
| 12 | Racing Santander    | 38 | 12 | 10 | 16 | 49  | 48 | +1  | 46 |
| 13 | Athletic Bilbao     | 38 | 12 | 8  | 18 | 47  | 62 | −15 | 44 |
| 14 | Sporting Gijón      | 38 | 14 | 1  | 23 | 47  | 79 | −32 | 43 |
| 15 | Osasuna             | 38 | 10 | 13 | 15 | 41  | 47 | −6  | 43 |
| 16 | Valladolid          | 38 | 12 | 7  | 19 | 46  | 58 | −12 | 43 |
| 17 | Getafe              | 38 | 10 | 12 | 16 | 50  | 56 | −6  | 42 |
| 18 | Real Betis          | 38 | 10 | 12 | 16 | 51  | 58 | −7  | 42 |
| 19 | Numancia            | 38 | 10 | 5  | 23 | 38  | 69 | −31 | 35 |
| 20 | Recreativo Huelva   | 38 | 8  | 9  | 21 | 34  | 57 | −23 | 33 |

## Skytteligan
| Nr              | Spelare          | Klubb           | Mål  |
| --------------- | ---------------- | --------------- | ---- |
| 1               | Diego Forlán     | Atlético Madrid | 32   |
| 2               | Samuel Eto'o     | Barcelona       | 30   |
| 3               | David Villa      | Valencia        | 28   |
| 4               | Lionel Messi     | Barcelona       | 23   |
| 5               | Gonzalo Higuaín  | Real Madrid     | 22   |
| 6               | Álvaro Negredo   | Almería         | 19   |
| 6               | Thierry Henry    | Barcelona       | 19   |
| 8               | Raúl             | Real Madrid     | 18   |
| 8               | Frédéric Kanouté | Sevilla         | 18   |
| 10              | Sergio Agüero    | Atlético Madrid | 17   |
| 11              | 1 spelare        | 1 spelare       | 12   |
| 12              | 2 spelare        | 2 spelare       | 11   |
| 14              | 2 spelare        | 2 spelare       | 10   |
| 16              | 7 spelare        | 7 spelare       | 9    |
| 23              | 7 spelare        | 7 spelare       | 8    |
| 30              | 8 spelare        | 8 spelare       | 7    |
| 38              | 9 spelare        | 9 spelare       | 6    |
| 47              | 9 spelare        | 9 spelare       | 5    |
| 56              | 18 spelare       | 18 spelare      | 4    |
| 74              | 31 spelare       | 31 spelare      | 3    |
| 105             | 49 spelare       | 49 spelare      | 2    |
| 154             | 88 spelare       | 88 spelare      | 1    |
| Självmål        | Självmål         | Självmål        | 19   |
| Mål totalt      | Mål totalt       | Mål totalt      | 877  |
| Matcher totalt  | Matcher totalt   | Matcher totalt  | 298  |
| Snitt per match | Snitt per match  | Snitt per match | 2.94 |

Senast uppdaterad: 12 april 2009
Källa: Yahoo! Sport

## Anmärkningslista
1. ↑  Athletic Bilbao kvalificerade sig till Europa League via andraplatsen i Spanska cupen, då cupsegraren, Barcelona hade kvalificerat sig för Champions League.